# Cecilia Fajardo-Hill
Cecilia Fajardo-Hill es una historiadora del arte y curadora venezolano-británica, especializada en arte contemporáneo latinoamericano. Es reconocida por la muestra Radical Women: Latin American Art 1960-1985 en 2017 que incluye las obras de mujeres artistas del campo experimental.

## Trayectoria
En 1985 recibió el grado en Historia del Arte en la Facultad de Humanidades de la Universidad de los Andes, (Mérida, Venezuela). En 1993 obtuvo un diploma de postgrado en Arte y Arquitectura británica y europea. Es PhD en Historia del Arte en la Universidad de Essex en 1993 y magíster en Historia del Arte del siglo XX en el Instituto de Arte Courtauld en 1994, ambos títulos adquiridos en Inglaterra. Se hizo conocida por la muestra Radical Women: Latin American Art 1960-1985 en 2017 que incluye las obras de mujeres artistas del campo experimental. Fue organizada por el Hammer Museum de Los Ángeles, Estados Unidos, con el patrocinio de la Fundación Getty y su programa Pacific Standard Time: LA/LA. La muestra fue curada en conjunto con Andrea Giunta, investigadora de arte argentina.